# Cumming (Geòrgia)
Cumming és una població dels Estats Units a l'estat de Geòrgia. Segons el cens del 2005 tenia 5.802 habitants.

## Demografia
Segons el cens del 2000, Cumming tenia 4.220 habitants, 1.427 habitatges, i 960 famílies. La densitat de població era de 276,6 habitants per km².
Dels 1.427 habitatges en un 32,2% hi vivien nens de menys de 18 anys, en un 47% hi vivien parelles casades, en un 15,1% dones solteres, i en un 32,7% no eren unitats familiars. En el 28,6% dels habitatges hi vivien persones soles el 14,1% de les quals corresponia a persones de 65 anys o més que vivien soles. El nombre mitjà de persones vivint en cada habitatge era de 2,66 i el nombre mitjà de persones que vivien en cada família era de 3,11.
Per edats la població es repartia de la següent manera: un 22,7% tenia menys de 18 anys, un 10,9% entre 18 i 24, un 31,7% entre 25 i 44, un 16,6% de 45 a 60 i un 18,1% 65 anys o més.
L'edat mediana era de 34 anys. Per cada 100 dones de 18 o més anys hi havia 93,9 homes.
La renda mediana per habitatge era de 93 $ i la renda mediana per família de 47.270 $. Els homes tenien una renda mediana de 27.201 $ mentre que les dones 29.115 $. La renda per capita de la població era de 16.445 $. Entorn del 10,7% de les famílies i el 17,5% de la població estaven per davall del llindar de pobresa.

## Poblacions properes
El següent diagrama mostra les poblacions més properes.